# ГЕС Доянг
ГЕС Доянг (Doyang) – гідроелектростанція на сході Індії у штаті Нагаленд. Використовує ресурс із річки Доянг, що стікає з гір Нагаленду та вже на рівнині Ассаму впадає праворуч до Дхансірі, лівої притоки Брахмапутри. 
В межах проекту річку невдовзі після впадіння правої притоки Чубі перекрили кам’яно-накидною греблею висотою 92 метри та довжиною 465 метрів, яка потребувала 3,8 млн м3 матеріалу. Вона утворила витягнуте двома затоками по долинах Доянг та Чубі водосховище з площею поверхні 19,5 км2 та об’ємом 535 млн м3 (корисний об’єм 370 млн м3).  
Пригреблевий машинний зал обладнали трьома турбінами типу Френсіс потужністю по 25 МВт, які при напорі від 44 до 84 метрів (номінальний 67 метрів) забезпечують виробництво 227 млн кВт-год електроенергії на рік.
Видача продукції відбувається по ЛЕП, розрахованих на роботу під напругою 132 кВ.